# Port lotniczy Bałchasz
Port lotniczy Bałchasz (IATA: BXH, ICAO: UAAX) – port lotniczy położony w Bałchaszu, w Kazachstanie.

## Linie lotnicze i połączenia
| Linia Lotnicza | Kierunek            |
| -------------- | ------------------- |
| SCAT Airlines  | 1. Ałmaty 2. Astana |